# Chokladfondant
Chokladfondant är en kladdig chokladkaka som brukar serveras i portionsformar till dessert. Huvudingredienserna är choklad, ägg, socker, smör och ibland mjöl. Den kan serveras med bär, bärsås, sylt, vaniljsås eller vispad grädde.